# Ocnogyna clathrata
Ocnogyna clathrata är en fjärilsart som beskrevs av Lederer 1855. Ocnogyna clathrata ingår i släktet Ocnogyna och familjen björnspinnare. Inga underarter finns listade i Catalogue of Life.